# Мартинрода (Илм-Крајс)
Мартинрода (њем. Martinroda) општина је у њемачкој савезној држави Тирингија. Једно је од 44 општинска средишта округа Илм. Према процјени из 2010. године у општини је живјело 882 становника. Посједује регионалну шифру (AGS) 16070034.

## Географски и демографски подаци
Мартинрода се налази у савезној држави Тирингија у округу Илм. Општина се налази на надморској висини од 400 метара. Површина општине износи 8,3 km². У самом мјесту је, према процјени из 2010. године, живјело 882 становника. Просјечна густина становништва износи 107 становника/km².

## Међународна сарадња
| Мјесто   | Држава    | Врста сарадње | Од    |
| -------- | --------- | ------------- | ----- |
| Шладминг | Аустрија  | контакт       | 2004. |
|          | Румунија  | партнерство   | 1997. |
|          | САД       | партнерство   | 2000. |
| Авињон   | Француска | контакт       | 2000. |
| Извор    |           |               |       |